# XXVI Premis Cinematogràfics José María Forqué
La cerimònia dels XXVI Premis Cinematogràfics José María Forqué es va celebrar a l'IFEMA de Madrid el 16 de gener de 2021 amb un aforament reduït i amb les mesures de seguretat imposades per la pandèmia de COVID-19. Es tracta d'uns guardons atorgats anualment des de 1996 per l'EGEDA com a reconeixement a les millors produccions cinematogràfiques espanyoles pels seus valors tècnics i artístics produïdes entre l'1 de gener i el 31 de desembre de 2020.
Després d'un preludi d'Imanol Arias amb la interpretació de What a wonderful world per Pablo Alborán l'acte fou presentat per Miguel Ángel Muñoz i Aitana Sánchez-Gijón. En aquesta edició es van premiar tres noves categories: Millor sèrie i Millor Actor i Actriu de sèrie.
Els grans guanyadors de la nit foren la pel·lícula Las niñas i la sèrie de televisió Antidisturbios.

## Premis
| Millor pel·lícula | Millor documental |
| --- | --- |
| - Las niñas - Adú - La boda de Rosa - Akelarre                                                                                           | - El año del descubrimiento de Luis López Carrasco - Cartas mojadas de Paula Palacios - El Drogas de Natxo Leuza - Antonio Machado. Los días azules de Laura Hojman |
| Millor actor | Millor actriu |
| - Javier Cámara per Sentimental - David Verdaguer per Uno para todos - Juan Diego Botto per Los europeos - Mario Casas per No matarás    | - Patricia López Arnaiz per Ane - Candela Peña per La boda de Rosa - Andrea Fandos per Las niñas - Kiti Mánver per El inconveniente                                 |
| Millor curtmetratge | Millor pel·lícula llatinoamericana |
| - Yalla de Carlo d'Ursi - A la cara de Javier Marco Rico - Yo de Begoña Arostegui                                                        | - Nuevo orden, de Michel Franco - El robo del siglo d'Ariel Winograd - El olvido que seremos de Fernando Trueba - El agente topo de Maite Alberdi                   |
| Premi al Cinema i Edudació en valors | Millor sèrie |
| - Uno para todos, de David Ilundain Areso - Adú de Salvador Calvo - La boda de Rosa, d'Icíar Bollaín - Las niñas, de Pilar Palomero      | - Antidisturbios de Rodrigo Sorogoyen - La casa de papel d'Álex Pina - Patria d'Aitor Gabilondo - Veneno de Javier Ambrossi i Javier Calvo Guirao                   |
| Millor actor de sèrie | Millor actriu de sèrie |
| - Hovik Keuchkerian per Antidisturbios - Álex García per Antidisturbios - Javier Cámara per Vamos Juan - Raúl Arévalo per Antidisturbios | - Elena Irureta per Patria - Ane Gabarain per Patria - Vicky Luengo per Antidisturbios - Daniela Santiago per Veneno                                                |
| Medalla d'honor | |
| Fernando Colomo Beatriz de la Gándara | |